# Eduard Wellenkamp (Musiker)
Eduard Hugo Otto Wellenkamp (geboren am 26. April 1868 in Hamburg; gestorben am 4. November 1948 in Lüneburg) war ein deutscher Violoncellist und Organist, Orchester- und Kammermusiker sowie Komponist.

## Leben
Eduard Wellenkamp stammte aus der Ehe des Fabrikanten Eduard August Wellenkamp und der Maria Doris Luise geb. Holst.
Er studierte von 1884 bis 1887 am Konservatorium Sondershausen bei Carl Schroeder und von 1887 bis 1888 am Königlichen Konservatorium der Musik zu Leipzig bei Alwin Schroeder. Nach dem Ende seiner Studien wurde er Mitglied der Berliner Philharmoniker unter dem Dirigenten Hans von Bülow, um anschließend in den Orchestern in Hamburg unter August Max Fiedler und im Hamburger Philharmonischen Staatsorchester zu spielen.
Wellenkamp wirkte über einen Zeitraum von acht Jahren als Violoncellist im Koperzky-Quartett und insgesamt zwei Jahre im Quartett mit Paul Barth in Hamburg. Ab 1902 spielte Wellenkamp als Organist in der Hamburger  St. Gertrud-Kirche.
Als Solo-Violoncellist trat Wellenkamp in Berlin und in verschiedenen Städten in Norddeutschland auf. Er komponierte eine 
Sonate für Violoncello und Pianoforte und eine Reihe erfolgreicher Vokalkompositionen.
Wellenkamp starb 1948 im Alter von 80 Jahren in Lüneburg. Er hatte 1896 in Hamburg Helene Elisabeth Jones (geboren 16. Juli 1873) geheiratet.